# 韦斯特洛 (比利时)
韦斯特洛（荷蘭語：Westerlo，荷蘭語發音：[ˈʋɛstərloː]）是比利时弗拉芒大區安特衛普省蒂倫豪特區的一个市镇，通行荷蘭語，是弗拉芒社群的一部分，面积55.13平方千米，人口24,884人（2018年1月1日）。